# سفارة كوريا الجنوبية في الصين
سفارة كوريا الجنوبية في الصين هي أرفع تمثيل دبلوماسي لدولة كوريا الجنوبية لدى الصين. تقع السفارة في شاويانغ وهي تهدف لتعزيز المصالح الكورية جنوبية في الصين.

## وصلات خارجية
- الموقع الرسمي
- قائمة سفارات كوريا الجنوبية
- قائمة السفارات في الصين